# 착한가격업소
착한가격업소는 행정자치부와 지방자치단체가 지정한 우수 물가안정 모범업소이다. 정부는 지속적인 물가 상승 속에서 소비자 물가의 안정을 위해 저렴한 가격으로 소비자들에게 우수한 서비스를 제공하는 업소를 행정자치부에서 착한가격업소로 지정하여 지방자치단체에서 다양한 혜택을 제공하고 있다.

## 지정현황
2011년 가격이 저렴한 업소 2,497개를 착한가격업소로 지정했고, 2012년 주부물가모니터단을 통한 제도의 홍보를 통해 6,576개를 착한가격업소로 지정하여, 2015년 12월 31일 현재 6,536개의 착한가격업소가 지정되어 있다. 착한가격업소는 가격기준, 위생기준, 서비스 기준 등에 적합한 개인서비스업종(외식업, 이미용업, 세탁업, 목용업, 숙박업 등)을 대상으로 시장, 군수, 구청장이 지정하는 업소이다.
지역별로는 서울 1,092개, 부산 525개, 대구 375개, 인천 351개, 광주 342개, 대전 356개, 울산 99개, 세종 26개, 경기 964개, 강원 347개, 충북 319개, 충남 332개, 전북 353개, 전남 357개, 경북 513개, 경남 342개, 제주 138개가 지정되어 있다.

## 지정 기준

### 가격기준
지역의 평균가격 이하의 품목이 있을 것, 가격안정을 위해 1년 이내 가격을 인하한 품목이 있을 것, 가격안정을 위해 가격을 동결하고 있는 품목이 있을 것, 지역의 평균가격 이하의 품목이 여러 개가 있을 것을 기준으로 하고 있다.

### 위생청결기준
바닥 내수처리 및 수세, 배수시설의 청결도, 청결한 위생복/위생장갑/위생모/위생마스크 등 착용도, 식탁 의자 정리도, 행주 등 용도별 사용, 소독용품 비치 또는 손씻기 시설 설치, 정수기 위생관리 수준, 수세 소독 및 환기 등 관리 정도(세척제, 에어타월 또는 위생종이 구비 등), 창고/벽/천장/환기/방충시설 등 청결관리 정도를 기준으로 하고 있다.

### 기타
서비스기준(종사자의 친절도) 및 공공성기준(옥외가격 표시제 및 원산지 표시제 등 중앙 및 지방자치단체 시책 이행 여부)을 충족하여야 하고, 위생모범업소의 경우 가격이 지역평균가격 이하일 경우 우선 지정될 수 있도록 하고 있다.

## 지정 절차
착한가격업소의 지정은 영업자가 직접 신청을 하거나, 읍면동장/소비자단체 등의 추천을 받아야 한다. 직접 신청 및 추천을 받은 업소는 시장/군수/구청장의 현지실사/평가 및 심사를 거친 후 시도 및 안전행정부의 협의 및 검토를 통해 지정이 된다.